# Élections sénatoriales de 1989 en Dordogne
Les élections sénatoriales en Dordogne ont lieu le dimanche 24 septembre 1989. 
Elles ont pour but d'élire les sénateurs représentant le département au Sénat pour un mandat de neuf ans.

## Contexte départemental
Lors des élections sénatoriales du 28 septembre 1980 en Dordogne, deux sénateurs PS sont élus, Georges Mouly et Lucien Delmas, remplacé par Roger Roudier à la suite de son décès le 5 février 1988.
Depuis, tous les effectifs du collège électoral des grands électeurs sont renouvelés, avec les élections législatives de 1988 en Dordogne, les élections régionales françaises de 1986, les élections cantonales de 1985 et 1988 et les élections municipales françaises de 1989.

## Rappel des résultats de 1980
| Candidat et parti politique | Candidat et parti politique | Candidat et parti politique | Premier tour | Premier tour |
| Candidat et parti politique | Candidat et parti politique | Candidat et parti politique | Voix         | %            |
| --------------------------- | --------------------------- | --------------------------- | ------------ | ------------ |
|                             | Michel Manet                | PS                          | '            | '            |
|                             | Lucien Delmas               | PS                          | '            | '            |
|                             |                             |                             |              |              |
| Inscrits                    | Inscrits                    | Inscrits                    |              | 100,00       |
| Abstentions                 |                             |                             |              |              |
| Votants                     |                             |                             |              |              |
| Blancs et nuls              |                             |                             |              |              |
| Exprimés                    |                             |                             |              |              |

## Sénateurs sortants
| Sénateur | Sénateur      | Parti | Fonctions lors de l'élection en 1980          |
| -------- | ------------- | ----- | --------------------------------------------- |
|          | Michel Manet  | PS    | Député, maire de Bergerac, conseiller général |
|          | Roger Roudier | PS    | Maire de Razac-sur-l'Isle                     |

## Candidats
En Dordogne, les sénateurs sont élus au scrutin majoritaire à deux tours. 
| Candidats | Candidats       | Parti | Principale fonction                                            |
| --------- | --------------- | ----- | -------------------------------------------------------------- |
|           | René Dutin      | PCF   | Conseiller général, maire de Saint-Estèphe                     |
|           | Jean Lacotte    | PCF   | Maire de Singleyrac                                            |
|           | Michel Manet    | PS    | Sénateur sortant, conseiller général, maire de Bergerac        |
|           | Roger Roudier   | PS    | Sénateur sortant, maire de Razac-sur-l'Isle                    |
|           | Claude Laviale  | UDF   | Conseiller général, conseiller régional, maire de Saint-Aulaye |
|           | Yves Guéna      | RPR   | Conseiller général, maire de Périgueux                         |
|           | Michel Courtois | FN    |                                                                |
|           | Robert Baconnet | FN    |                                                                |

## Résultats
Les nouveaux représentants sont élus pour une législature de 9 ans au suffrage universel indirect par les 1 289 grands électeurs du département.
| Candidat et parti politique | Candidat et parti politique | Candidat et parti politique | Premier tour | Premier tour | Second tour | Second tour |
| Candidat et parti politique | Candidat et parti politique | Candidat et parti politique | Voix         | %            | Voix        | %           |
| --------------------------- | --------------------------- | --------------------------- | ------------ | ------------ | ----------- | ----------- |
|                             | Yves Guéna                  | RPR                         | 572          | 44,58        | 626         | 50,16       |
|                             | Claude Laviale              | UDF                         | 557          | 43,41        | 601         | 48,16       |
|                             | Michel Manet                | PS                          | 548          | 42,71        | 633         | 50,72       |
|                             | Roger Roudier               | PS                          | 515          | 40,14        | 616         | 48,96       |
|                             | René Dutin                  | PCF                         | 167          | 13,02        |             |             |
|                             | Jean Lacotte                | PCF                         | 160          | 12,47        |             |             |
|                             | Michel Courtois             | FN                          | 11           | 0,86         |             |             |
|                             | Robert Baconnet             | FN                          | 11           | 0,86         |             |             |
|                             |                             |                             |              |              |             |             |
| Inscrits                    | Inscrits                    | Inscrits                    | 1 289        | 100,00       | 1 289       | 100,00      |
| Abstentions                 | Abstentions                 | Abstentions                 | 2            | 0,16         | 1           | 0,08        |
| Votants                     | Votants                     | Votants                     | 1 287        | 99,84        | 1 288       | 99,92       |
| Blancs et nuls              | Blancs et nuls              | Blancs et nuls              | 4            | 0,31         | 40          | 3,11        |
| Exprimés                    | Exprimés                    | Exprimés                    | 1 283        | 99,69        | 1 248       | 96,89       |